# ريس جونز (متسلق جبال)
ريس جونز (بالإنجليزية: Rhys Jones)‏ هو متسلق جبال بريطاني، ولد في 17 مايو 1986.